# Punana annulata
Punana annulata är en insektsart som först beskrevs av William Lucas Distant 1916.  Punana annulata ingår i släktet Punana och familjen sporrstritar. Inga underarter finns listade i Catalogue of Life.